# Grupo MVS
Grupo MVS es un conglomerado mediático mexicano, con sede en la Ciudad de México. Fue fundado en 1967 por Joaquín Vargas Gómez (1925-2009).
Grupo MVS cuenta con 2 divisiones: MVS Televisión, dedicada a la producción y distribución de contenidos televisivos, y MVS Radio, grupo que opera cinco estaciones radiofónicas transmitiendo para Latinoamérica. Desde 2022 posee el 100% del capital social de la proveedora de televisión satelital Dish México en alianza que tuvo con la operadora satelital estadounidense EchoStar, la cual poseía el 49% de la participación.

## Administración corporativa
- Joaquín Vargas Guajardo - Presidente del Consejo de Administración

- Ernesto Vargas Guajardo - Presidente de MVS Televisión
- Alejandro Vargas Guajardo - Presidente de MVS Capital
- José Antonio Abad García - Vicepresidente Corporativo de Finanzas y Administración
- Felipe Chao Ebergenyi- Vicepresidente de Relaciones Institucionales

## MVS Capital
MVS Capital opera 5 marcas las cuales son destinadas a las telecomunicaciones, educación y desarrollo de ideas.

### MVS Radio
MVS Radio es la division encargada de operar y distribuir las distintos formatos de Grupo MVS, los cuales son:
- Exa: Es un formato top 40 de música pop juvenil en español, surge en el año 2000, actualmente tiene una cobertura con más de 70 ciudades, abarcando la República Mexicana, Estados Unidos, Guatemala, Honduras, El Salvador, Costa Rica, y Ecuador . Con más de 120 millones de radioescuchas, es la cadena Pop más importante de América Latina.

- La Mejor: La plataforma de radio grupera más grande de Latinoamérica, surge en 1993 con un formato popular Regional mexicano, demostrando su efectividad en más de 50 ciudades, abarcando la República Mexicana, Estados Unidos, El Salvador y Costa Rica. Con más de 90 millones de radioescuchas, posicionándose como  la radio líder en el mercado, con productos originales y creativos altamente competitivos.

- MVS Noticias: Dinámico equipo de periodistas, locutores, reporteros, operadores y más de 100 corresponsales en México y el mundo, trabajando las 24 horas, los 365 días del año para ofrecer la información más oportuna, veraz y objetiva de la radio a una audiencia que crece día con día. Su cobertura abarca a más 30 ciudades en la República Mexicana y los Estados Unidos, con más de 60 millones de radioescuchas. Este formato se transmite de manera simultánea en todas las estaciones afiliadas a MVS Radio, tales como Exa, MVS Noticias, Globo, La Mejor, Stereorey, así como cadenas locales con formatos regionales.

- Globo: Fundada en noviembre de 1972, Globo siempre se ha caracterizado por su selección de música en español e inglés, combinada con entretenimiento y retroalimentación con el auditorio. Este formato es el de menor cobertura nacional a comparación de sus cadenas hermanas, ya que solo cuenta con 11 estaciones a nivel nacional y 4 a nivel streaming.

- Stereorey: Cadena caracterizada por la emisión de música retro, desde los 70's hasta los 2000's, con una gran variedad de géneros, además de programas en vivo entre semana, actualmente solo 1 estación cuenta con este formato, ubicado en Aguascalientes, y también se puede escuchar vía Streaming.

### MVS Televisión
MVS Televisión opera y distribuye 8 canales de televisión restringida, entre los cuales se encuentran: MVS TV, canal de entretenimiento general; Exa TV, canal juvenil de entretenimiento y videos musicales; MC (antes Multicinema), canal que transmite películas estadounidenses, principalmente de acción, suspenso y terror; Multipremier, canal de cine internacional, independiente y erótico; Cinelatino, canal de cine de habla hispana; Viva Sports, canal deportivo que fue fusionado con Claro Sports el 16 de diciembre de 2013 y seguirá transmitiendo todo lo que Viva Sports transmitía. y NU Music, canal de videos musicales lanzado el 12 de febrero de 2015, que reemplazó a Exa TV en algunas partes de Latinoamérica. También distribuye para América Latina los canales ibéricos, Antena 3 Internacional, Atreseries Internacional, ¡Hola! TV y Atrescine.

#### Canales de MVS Comunicaciones
| Logotipo            | Nombre                   | Eslogan                          | Programación | Inicio de transmisiones    |                 |                 |                 |                 |                 |
| Entretenimiento     | Entretenimiento          | Entretenimiento                  | Entretenimiento | Entretenimiento            | Entretenimiento | Entretenimiento | Entretenimiento | Entretenimiento | Entretenimiento |
| ------------------- | ------------------------ | -------------------------------- | --- | -------------------------- | --------------- | --------------- | --------------- | --------------- | --------------- |
|                     | MVS TV                   | Nos vemos contigo                | Generalista | 2001 (en TV abierta: 2018) |                 |                 |                 |                 |                 |
|                     | Antena 3 Internacional   | La tele abierta                  | Generalista | 1996                       |                 |                 |                 |                 |                 |
|                     | Atreseries Internacional | La emoción que nos une           | Series | 2014                       |                 |                 |                 |                 |                 |
|                     | ¡Hola! TV                |                                  | Entretenimiento | 2013                       |                 |                 |                 |                 |                 |
| Música              |                          |                                  | |                            |                 |                 |                 |                 |                 |
|                     | Exa TV                   | Ahora nos tienes que ver         | Programas juveniles y vídeos pop musicales                                                                                              | 2002                       |                 |                 |                 |                 |                 |
|                     | La Mejor TV              | ¡Aquí nomás!                     | Programas gruperos y rancheros, y vídeos musicales                                                                                      | 2017                       |                 |                 |                 |                 |                 |
| Películas           |                          |                                  | |                            |                 |                 |                 |                 |                 |
|                     | Multipremier             | El poder de las historias        | Cine internacional clásico, contemporáneo y actual, además de transmitir películas de cualquier clasificación                           | 1 de octubre de 1992       |                 |                 |                 |                 |                 |
|                     | MC                       | Adrenafilia pura                 | Variedad de películas clásicas y actuales con enfoque en las películas de acción                                                        | 22 de mayo de 1990         |                 |                 |                 |                 |                 |
|                     | Cine Latino              | Tu canal de películas en español | Transmite lo mejor en películas hispanas, con éxitos de taquilla y películas aclamadas por la crítica de México, Latinoamérica y España | 12 de octubre de 1993      |                 |                 |                 |                 |                 |
|                     | Atrescine                | El cine que nos une              | Transmite lo mejor en películas españolas                                                                                               | 2 de marzo de 2018         |                 |                 |                 |                 |                 |
| Para Estados Unidos |                          |                                  | |                            |                 |                 |                 |                 |                 |
|                     | Cine Latino Norteamérica | Tu canal de películas en español | Mismo Feed que su versión principal, con la diferencia de transmitir exclusivamente para Norteamérica                                   | 4 de marzo de 1996         |                 |                 |                 |                 |                 |

Los canales de MVS Televisión son casi exclusivos de Dish México, debido al retiro de sus señales por parte de SKY México y Cablevisión/Cablemás (hoy izzi) por la amenaza que representó el lanzamiento de Dish México en 2008. 

Tras el retiro de las señales de Televisa Networks en Megacable, los canales de MVS Televisión regresaron a los paquetes de programación de este servicio en 2016.
Entre los canales que dejaron de existir, se encuentran ZAZ (infantil), Viva Sports (deportes) y NU Music (música).

### MVS Entretenimiento
División encargada de la realización de festivales, conferencias, exposiciones y convenciones, entre otros, específicamente para las marcas que desean realizarlos con fines publicitarios. Algunos de los eventos realizados en conjunto han sido Running Fest by Liverpool, Gestiona el Riesgo por Santander, Conexión total por Dish México, entre otros.

### MVS Educación
Division que asume el papel para impartir clases y cursos en diferentes ámbitos, algunos de ellos son:
- UTECA: Universidad creada por Grupo MVS, la cual ofrece licenciaturas, incluyendo Interpretación y Traducción, Comunicación y Contenidos Digitales, Animación y Área de Videojuegos, Actuaría, Imagen y Relaciones Públicas, entre otros. Con dos sedes, en la Ciudad de México y Querétaro.

- Centro de Capacitación MVS: Este ofrece cursos, certificaciones y diplomados en diferentes áreas del ámbito comunicativo, tales como Locución, Doblaje de Voz, Conducción y Medios Digitales. Cuenta con sedes en Ciudad de México, Monterrey, Puebla, Guadalajara, entre algunas otras.

- MVS Music Center: Ofrece cursos para el aprendizaje y uso de instrumentos musicales, tales como Teclado, Saxofón, Bajo, Batería, Canto, DJ, entre otros, además de la venta de los instrumentos de uso. Cuenta con una única sede en Ciudad de México.

### MVS Ideas - Laboratorio de disrupción
Encargada de impulsar ideas a través de financiamiento, publicidad y asesoramiento para el desarrollo de la misma, aceptando toda idea que sea recibida.

## Televisión por suscripción

### MVS Multivisión/MASTV
MVS también operó el sistema MVS Multivisión, televisión de paga vía microondas lanzado en 1989 en Ciudad de México, el cual significó la primera competencia real para Cablevisión de Televisa que operaba sólo en ciertas regiones de la ciudad. Años más tarde, en 2002, el servicio cambió su nombre a MASTV y se enfocó a llegar a otros sectores de la población al ofrecer un servicio de bajo costo, esto se logró al eliminar varias señales con las que había contado MVS Multivisión durante varios años, lo cual se dio en parte por los problemas económicos que MVS sufría en ese momento debido al fracaso del sistema satelital DirecTV. 

El servicio dejó de operar en 2014, año en que el Instituto Federal de Telecomunicaciones recuperó la banda del espectro electromagnético en el cual operaba MASTV.

### DirecTV
Durante el periodo de mayor éxito del sistema de TV restringida, MVS Multivisión, MVS se asoció con DirecTV para comercializar el servicio de televisión por satélite en México en 1994. El servicio tenía una base de suscriptores muy pequeña, esto debido en gran parte a la falta de los canales de Televisa, operador del rival, SKY. Por este fracaso y los problemas económicos que implicó, la sociedad se dio a la quiebra en 2004, con lo que el servicio dejó en operar en México.

### Dish México
El principal servicio de MVS es el sistema de televisión direct-to-home llamado Dish México, lanzado en 2008 en asociación con la empresa norteamericana EchoStar, operadora del sistema Dish Network en los Estados Unidos. Este sistema ha crecido mucho gracias a que se enfoca en el sector de la población con recursos más limitados, ofreciendo precios bajos y los canales con mayor audiencia en la televisión de paga. En su tiempo los canales nacionales de televisión abierta no eran incluidos en este sistema (siendo el Canal de las Estrellas, Canal 5 y Gala TV) y los canales de Televisión Azteca (Azteca 7 y Azteca Uno) previo a la base de la reforma en materia de telecomunicaciones promulgada el 10 de junio de 2013, que refiere que todas las empresas de televisión satelital tienen obligación de transmitir las señales de televisión que tengan cobertura en 50% del territorio nacional o más. La transmisión de estos canales se hizo oficial a partir del 11 de septiembre de 2013 por la ley general de telecomunicaciones que obliga a estos canales a ser transmitidos en este sistema.

## MVS Radio

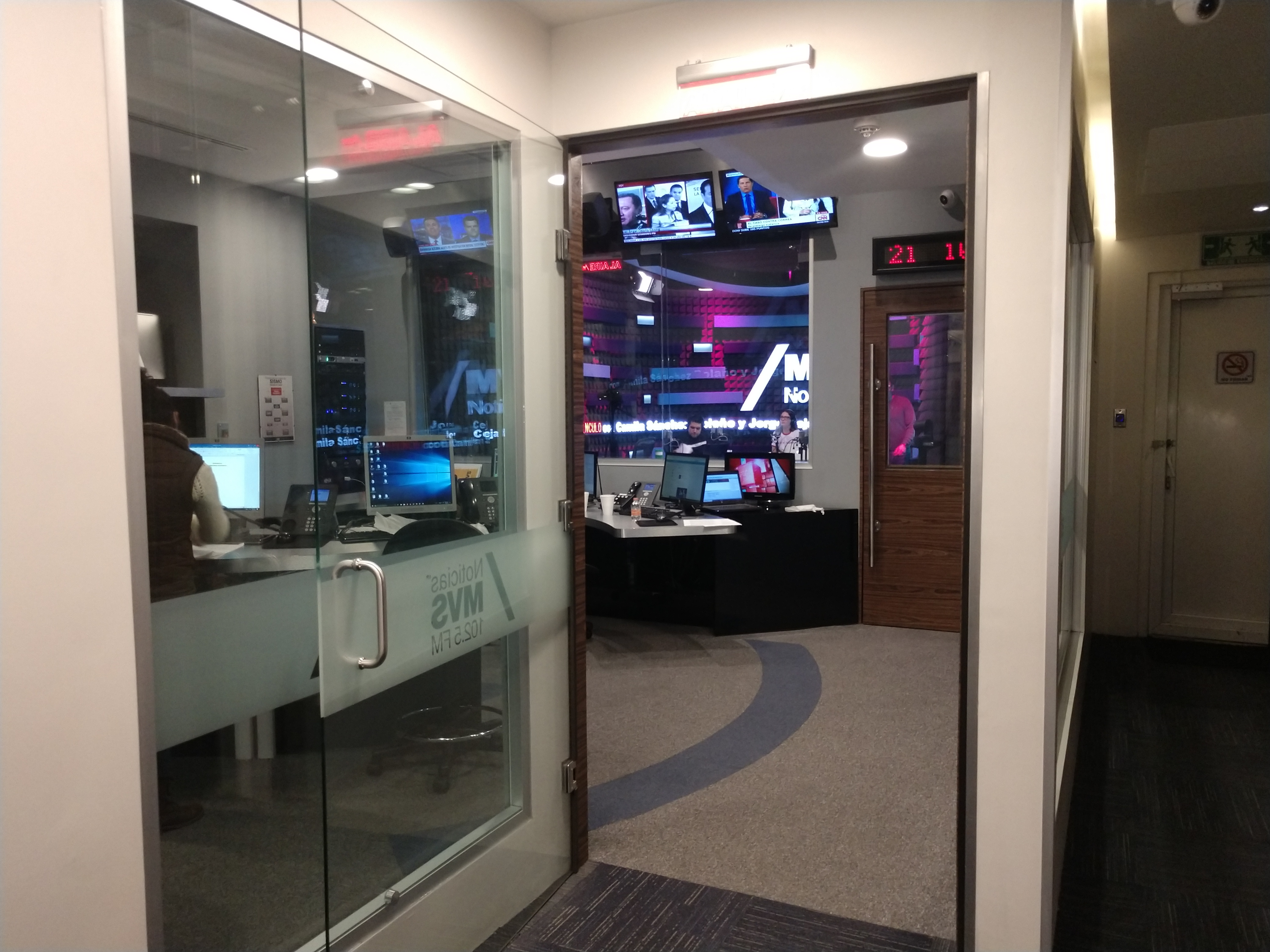
Cabina de MVS Radio

MVS Radio opera 5 cadenas internacionales de radio, propiedad de MVS Comunicaciones. Entre ellas se encuentran Exa FM, La Mejor, Globo, Stereorey y MVS Noticias, transmitiendo en varios países, incluyendo Argentina, Costa Rica, Ecuador, El Salvador, Honduras, Guatemala, Estados Unidos y México.

### Estaciones
| Actuales     |                                          |
| Nombre       | Programación                             |
| Exa FM       | Música pop en español e inglés           |
| Globo        | Música Contemporánea en español e inglés |
| La Mejor FM  | Música grupera y ranchera                |
| Stereorey    | Música clásica en inglés                 |
| MVS Noticias | Noticias y entretenimiento               |

## Presunta censura por parte de MVS hacia Carmen Aristegui
Hasta el 15 de marzo de 2015, la periodista Carmen Aristegui estaba a cargo del programa de noticias de la mañana de Noticias MVS, denominado la "primera emisión". Se posicionaba como uno de los líderes en términos de audiencia: dependiendo de las fuentes, se encontraba entre el primer y el tercer lugar a nivel nacional, muy por delante de los otros conductores de la misma radio, que estaban respectivamente en los lugares 16 y 28.
La radiodifusora argumentó que el despido se debía a un uso indebido de su marca mientras que abundaron las reacciones que denunciaban una represión en contra de una periodista que reveló numerosos escándalos del gobierno mexicano, a nivel tanto nacional como local

## E-Go
MVS Comunicaciones ofrecía el servicio de internet de banda ancha vía microondas con el nombre de E-Go, a través de un módem portátil. Este servicio solo se ofrecía en: Ciudad de México, Monterrey, Toluca y Guadalajara. El servicio se suspendió el 30 de junio de 2012 definitivamente, debido a un conflicto con el gobierno federal y con las secretarías de Comunicaciones y Transportes (SCT) y Hacienda y Crédito Público (SHCP), sobre la concesión de la banda ancha. No sin antes de haber notificado y devuelto el pago por adelantado a los suscriptores.

## Editorial
MVS Editorial ofrece servicios editoriales que incluyen el desarrollo de publicaciones, edición, producción e impresión.

### Publicaciones
| Actuales    |           |
| Nombre      | Género    |
| Kamite      | Cómics    |
| Autoexplora | Masculina |

| Futuras             |                |
| Nombre              | Género         |
| Noticias MVS        | Noticias       |
| Revista Exa         | Juvenil        |
| Dish                | Programática   |
| Tu Casa             | Estilo de vida |
| Revista Nickelodeon | Infantil       |

## Publicidad
MVS Strategic Media es la división que se dedica a instalar mobiliario dedicado a mostrar publicidad en varias escuelas y universidades del país.

## Educación
En 2017, MVS fundó su división de educación al adquirir la universidad privada UTECA ubicada en la colonia Roma. También opera un Centro de Capacitación y la escuela de música MVS Music Center.